# باري إ. ويلمور
باري يوجين «بوتش» ويلمور (بالإنجليزية: Barry Eugene "Butch" Wilmore)‏ (ولد في 29 ديسمبر 1962 في مورفريسبورو، الولايات المتحدة) رائد فضاء في ناسا وطيار اختبار في بحرية الولايات المتحدة. قام برحلتين فضائيتين الأولى بعثة مكوك الفضاء لمدة 11 يوم في نوفمبر 2009 إلى محطة الفضاء الدولية. كان هناك خمسة أفراد آخرين من الطاقم أطلقوا معه على مكوك الفضاء أتلانتيس للبعثة إس تي إس-129 حيث تم تعيين ويلمور كطيار. كان آخر رحلة فضائية عندما كان جزء من إكسبيديشن 41 لمحطة الفضاء الدولية.
قبل اختياره رائد فضاء تابع لوكالة ناسا في يوليو 2000 كان ويلمور طيارا اختباريا في التجارب البحرية. شارك أيضا في تطوير الطائرة من طراز ماكدونيل دوغلاس تي-45 قوزهوك.